# Mũi đất và vịnh
Cả hai mũi đất và vịnh là hai đặc điểm ven biển có liên quan và thường được tìm thấy trên cùng một bờ biển. Một vịnh là một cơ chế của nước, thường là nước biển (nước mặn) và đôi khi là nước ngọt - chủ yếu được bao quanh bởi đất liền, trong khi một mũi đất được bao quanh bởi nước ở ba phía. Mũi đất được đặc trưng bởi các hiện tượng sóng vỡ, bờ đá, xói mòn dữ dội và vách đá dốc đứng. Các vịnh thường có hoạt động sóng ít hơn và thường có những bãi cát. Các mũi đất và vịnh hình thành trên các bờ biển bất chỉnh hợp, nơi đất bao gồm các dải đá có sức cản xen kẽ chạy vuông góc với bờ biển.

## Địa chất và địa lý

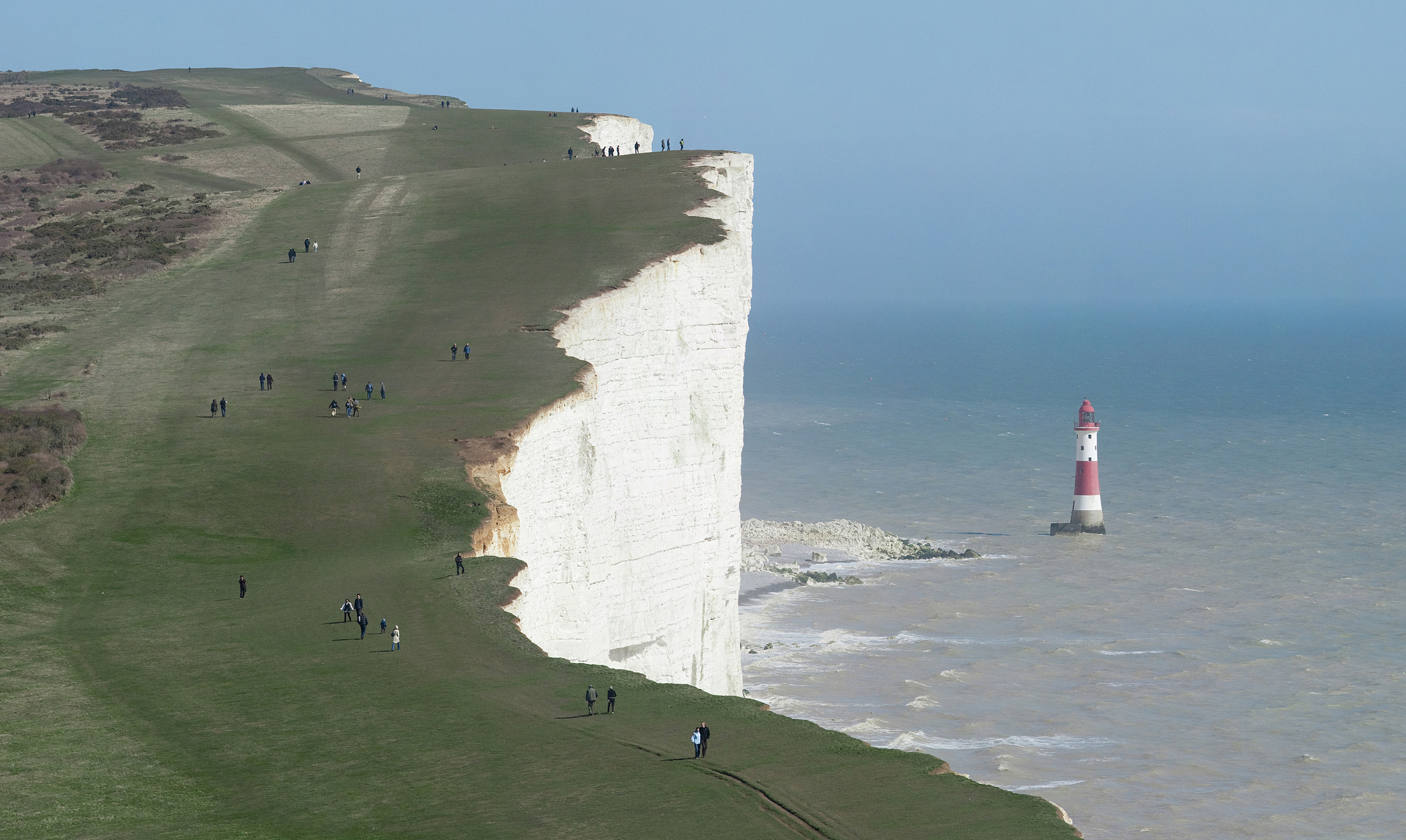
Vách đá Beachy Head và vịnh
Đông Sussex, Anh

Các vịnh hình thành với các loại đá kém bền hơn, như cát và đất sét, bị xói mòn, để lại các dải đá mạnh hơn hoặc có khả năng chống chịu cao hơn (như đá phấn, đá vôi và đá granit), tạo thành một mũi đất hoặc bán đảo. Sự khúc xạ của sóng xảy ra trên các vùng mũi đất tập trung năng lượng sóng vào chúng, vì vậy nhiều địa hình khác, như hang động, vòm tự nhiên và tàn dư đá, hình thành trên các mũi đất. Năng lượng sóng được hướng vào các góc vuông với đỉnh sóng và các đường được vẽ ở các góc vuông với đỉnh sóng (trực giao) thể hiện hướng tiêu tán năng lượng. Các trực giao hội tụ trên các mũi đất và phân kỳ trong các vịnh, nơi tập trung năng lượng sóng trên các mũi đất và tiêu tán năng lượng sóng trong các vịnh.
Trong sự hình thành của các vách đá biển, xói mòn sóng làm suy yếu các sườn dốc ở bờ biển, rút lui về phía đất liền. Điều này làm tăng ứng suất cắt trong vật liệu tạo vách đá và tăng tốc độ di chuyển khối. Các mảnh vụn từ những vụ lở đất này tập trung ở chân vách đá và cũng bị sóng loại bỏ, thường là trong cơn bão, khi năng lượng sóng là lớn nhất. Các mảnh vỡ này cung cấp trầm tích, được vận chuyển qua dòng chảy dọc bờ cho vịnh gần đó. Các khớp ở mũi đất bị xói mòn trở lại tạo thành các hang động, chúng ăn mòn thêm để tạo thành các vòm. Những khoảng trống này cuối cùng sụp đổ và để lại những tàn dư đá cao ở cuối mũi đất. Cuối cùng, những thứ này cũng bị xói mòn bởi sóng.
Khúc xạ sóng phân tán năng lượng sóng qua vịnh và cùng với hiệu ứng che chở của các mũi đất, điều này bảo vệ vịnh khỏi bão. Hiệu ứng này có nghĩa là sóng đến bờ trong vịnh yếu hơn sóng đến mũi đất, và do đó vịnh là nơi an toàn hơn cho các hoạt động dưới nước như lướt sóng hoặc bơi lội. Thông qua sự lắng đọng trầm tích trong vịnh và sự xói mòn của các mũi đất, bờ biển cuối cùng cũng thẳng ra. Nhưng sau đó, quá trình tương tự bắt đầu lại.

## Bãi biển ổn định
Một bãi biển là một đặc điểm địa chất năng động, có thể dao động giữa tiến và rút trầm tích. Các tác nhân tự nhiên của dao động bao gồm sóng, thủy triều, dòng chảy và gió. Các yếu tố nhân tạo như gián đoạn cung cấp trầm tích, như đập và rút chất lỏng cũng có thể ảnh hưởng đến ổn định bãi biển. Trạng thái cân bằng tĩnh đề cập đến một bãi biển ổn định và trải nghiệm không trôi dạt theo chiều dọc hay lắng đọng trầm tích cũng không bị xói mòn. Sóng thường nhiễu xạ xung quanh (các) mũi đất và gần bãi biển khi bãi biển ở trạng thái cân bằng tĩnh. Trạng thái cân bằng động xảy ra khi các trầm tích bãi biển bị lắng đọng và bị xói mòn với tốc độ xấp xỉ bằng nhau. Các bãi biển có trạng thái cân bằng động thường ở gần một con sông cung cấp trầm tích và nếu không sẽ bị xói mòn nếu không có nguồn cung cấp sông. Các bãi biển không ổn định thường là kết quả của sự tương tác của con người, chẳng hạn như đê chắn sóng hoặc sông bị phá hủy. bãi biển không ổn định được định hình lại bởi sự xói mòn hoặc lắng đọng liên tục và sẽ tiếp tục xói mòn hoặc lắng đọng cho đến khi đạt được trạng thái cân bằng trong vịnh.